# Notamacropus parma
Il wallaby parma (Notamacropus parma (Waterhouse, 1846)) venne descritto per la prima volta dal naturalista britannico John Gould nel 1840 circa. Questa timida e sfuggente creatura delle foreste di sclerofille umide del Nuovo Galles del Sud meridionale non è mai stata molto comune e perfino prima della fine del XIX secolo venne ritenuta estinta.

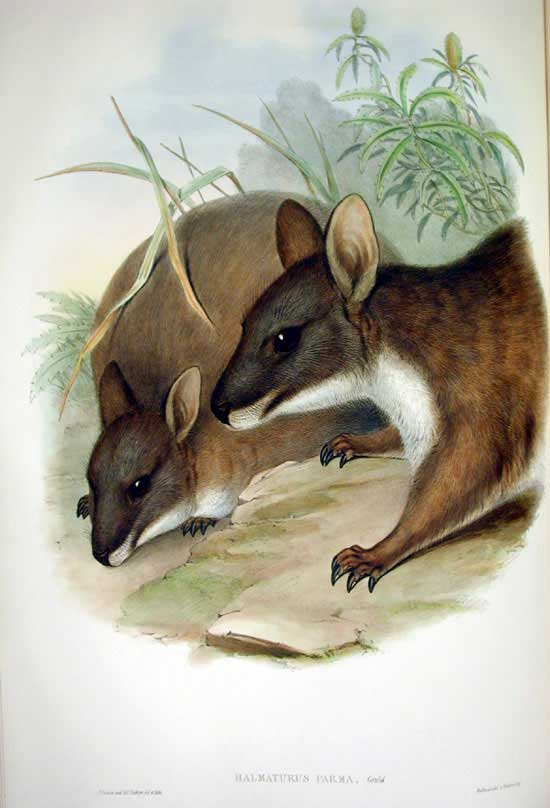

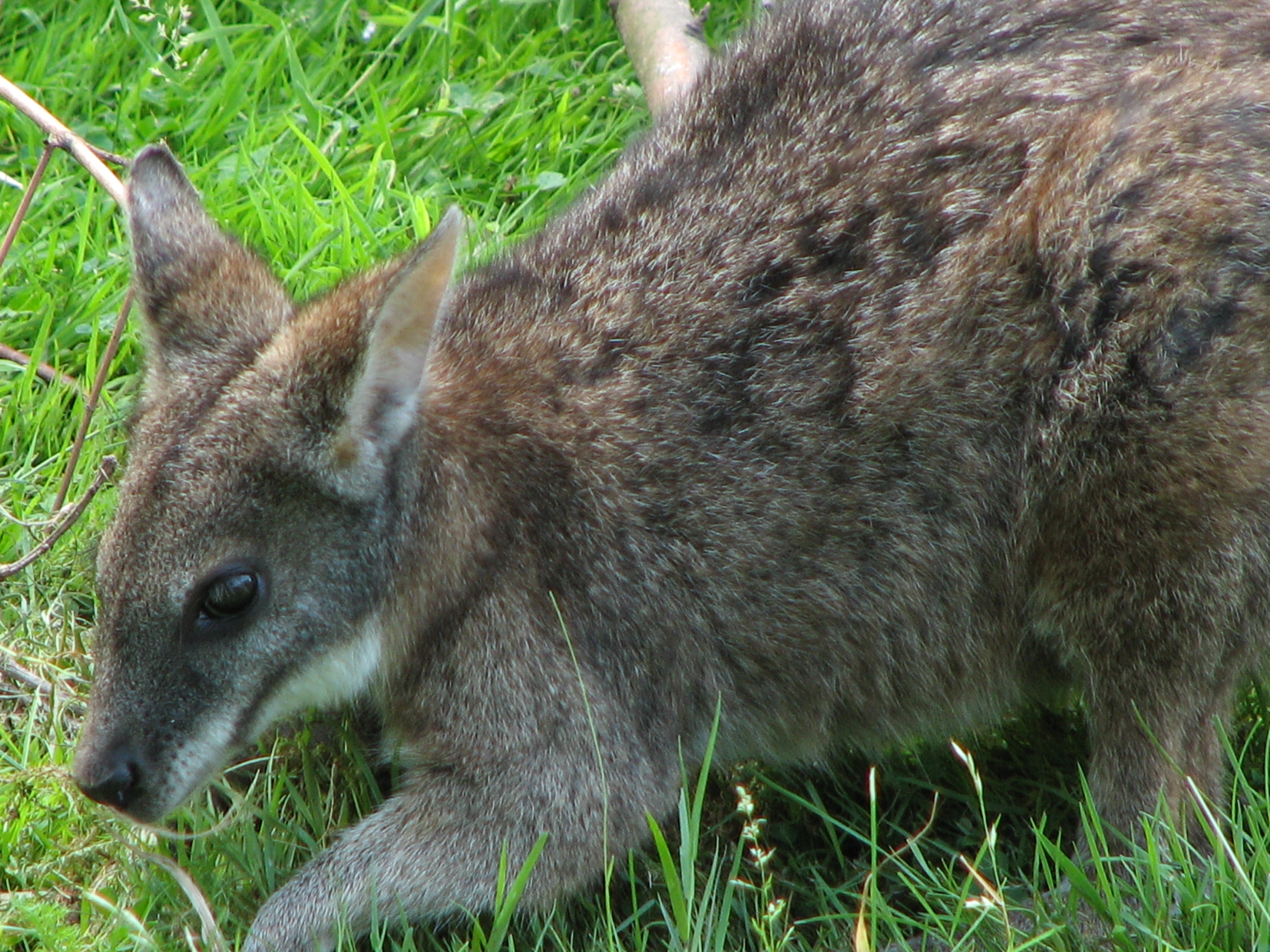
Un Notamacropus parma allo Zoo di Berlino.

Nel 1965, sull'Isola di Kawau (nei pressi di Auckland), alcuni uomini che cercavano di tenere sotto controllo il numero dei tammar (una specie largamente diffusa e piuttosto comune in Australia) introdotti, si accorsero con stupore che alcuni dei marsupiali a cui davano la caccia non erano semplici tammar, bensì esemplari di una popolazione di wallaby parma - una specie a lungo ritenuta estinta - miracolosamente sopravvissuta. Il progetto di controllo venne portato avanti, ma alcuni esemplari furono catturati e inviati presso alcune istituzioni in Australia e in altre parti del mondo con la speranza che si riproducessero in cattività per poi reintrodurli eventualmente nel loro habitat originario.
Il rinnovato interesse per il wallaby parma portò presto ad un'altra sorpresa: nel 1967 venne scoperto che alcuni esemplari sopravvivevano ancora nelle foreste nei pressi di Gosford, nel Nuovo Galles del Sud. Ulteriori ricerche dimostrarono che tale specie era ben diffusa, sebbene non molto comune, nelle foreste lungo la Grande Catena Divisoria, dai pressi di Gosford fin quasi al confine con il Queensland, a nord.
Stranamente, i piccoli della popolazione dell'Isola di Kawau hanno dimensioni inferiori a quelle dei loro coetanei selvatici, perfino se gli vengono somministrate maggiori quantità di cibo: sembra che la competizione per le limitate riserve nutritive dell'isola abbia selezionato solamente gli esemplari più piccoli.
Il wallaby parma è la specie più piccola del genere Macropus: pesa solamente tra i 3,2 e i 5,8 kg, meno di un decimo del suo parente più grande, il canguro rosso. Lungo all'incirca mezzo metro, possiede una folta pelliccia e una coda nerastra della stessa lunghezza del corpo. La pelliccia è rossastra o bruno-grigiastra sul dorso, grigia sulla testa e più pallida sul ventre. Presumibilmente, gli esemplari che erano stati avvistati molte volte durante gli anni in cui era ritenuto «estinto», erano stati scambiati per individui particolarmente snelli e con la coda più lunga di tilogale dalla zampa rossa o dal collo rosso.
Come i tilogali, questa specie preferisce vivere nelle foreste di sclerofille umide con la presenza di un fitto sottobosco e di chiazze erbose, sebbene ogni tanto si possa anche trovare nelle foreste secche di eucalipti e perfino nella foresta pluviale. Ha abitudini prevalentemente notturne e di solito trascorre il giorno nascosto tra la fitta boscaglia, spostandosi rapidamente lungo le strade. Emerge dal suo rifugio poco prima del crepuscolo per nutrirsi di erba e altri vegetali nelle radure della foresta. È una specie solitaria, ma talvolta due o tre animali possono raggrupparsi insieme per nutrirsi in circostanze favorevoli.
Sebbene il wallaby parma sia una specie rara, non sembra correre un immediato pericolo di estinzione se il suo habitat sarà preservato dalla distruzione; inoltre, si ritiene che la sua popolazione stia aumentando.